# 阿西莫夫撞击坑
阿西莫夫撞击坑是火星挪亚区的一个撞击坑，位于47.0° S，355.05° W。它的直径为84.0 km，以美国生物化学家和作家艾萨克·阿西莫夫(1920–1992)命名 。

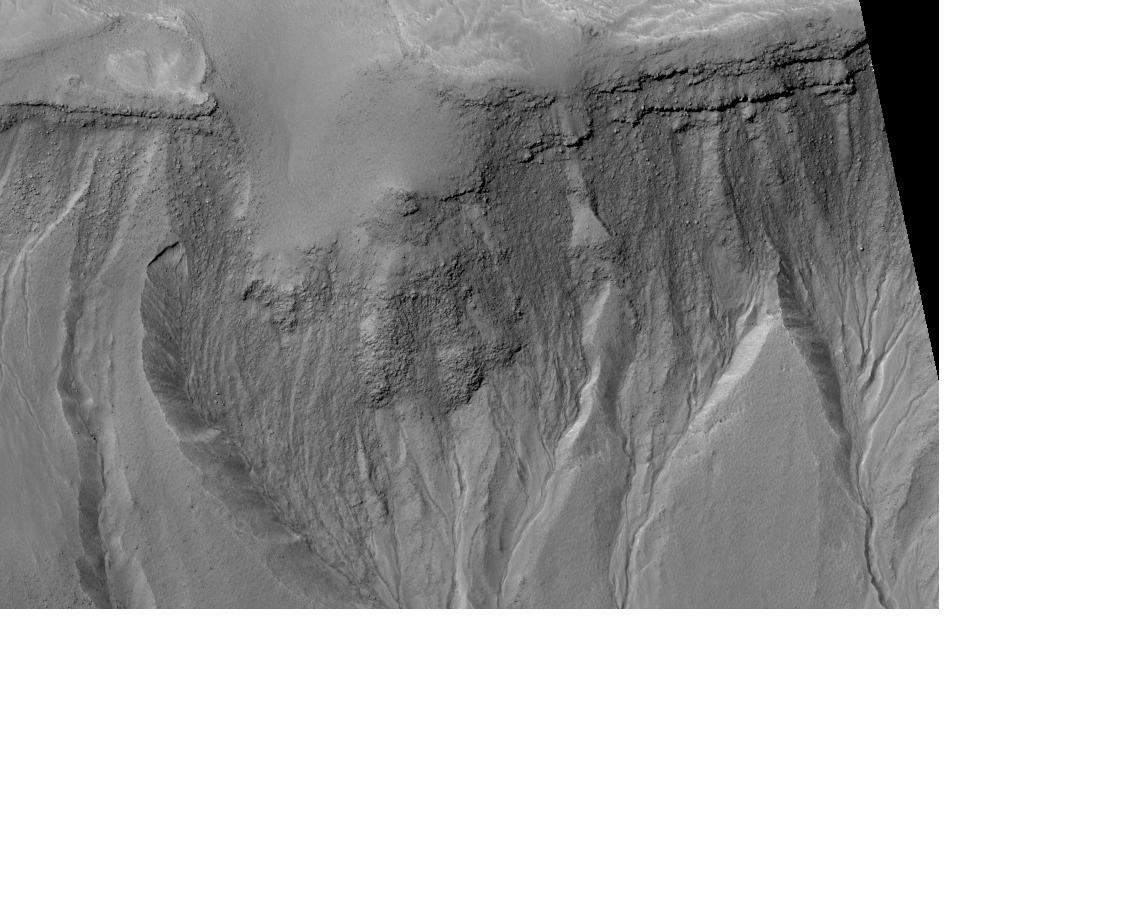
阿西莫夫撞击坑土堆上的峡谷
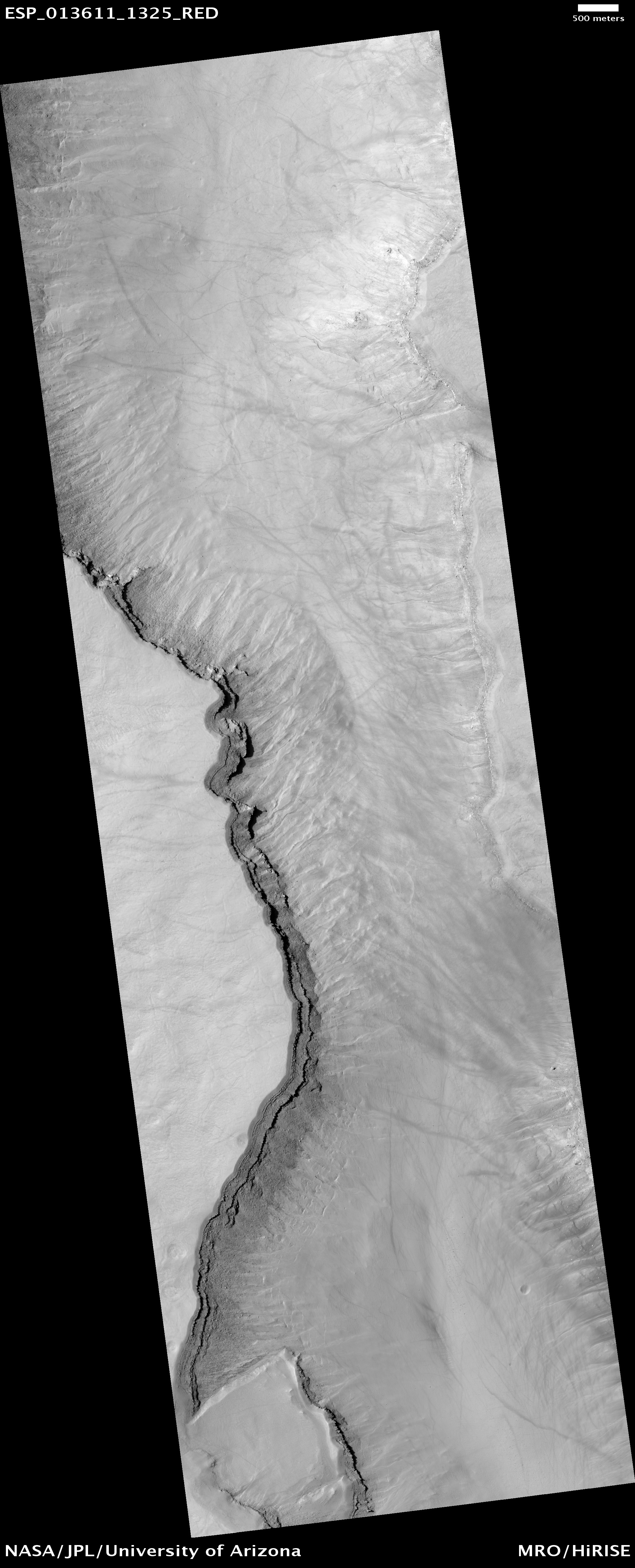
阿西莫夫撞击坑西坡地层
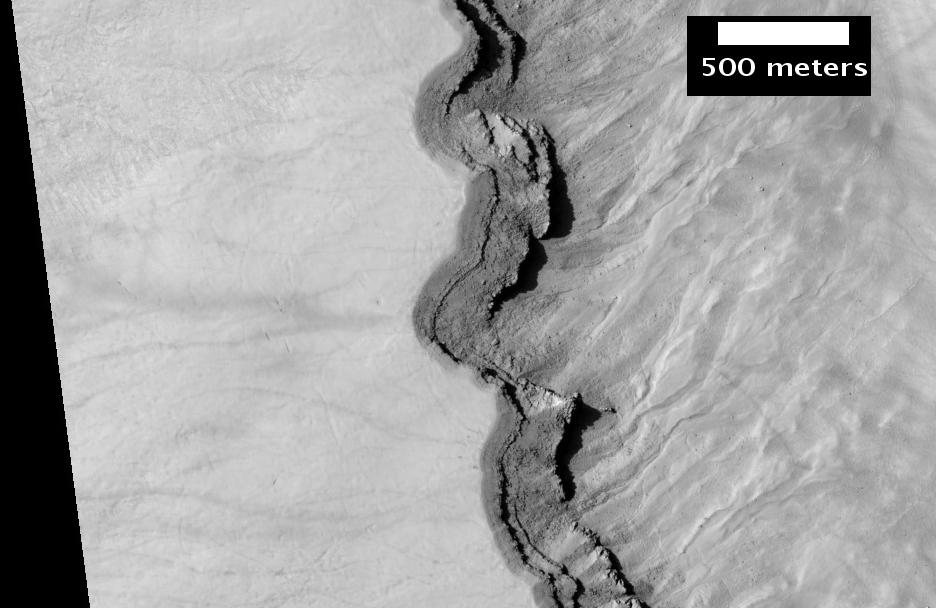
阿西莫夫撞击坑西坡地层特写。阴影表现突出部分。一些地层很耐侵蚀所以一直保存下来。
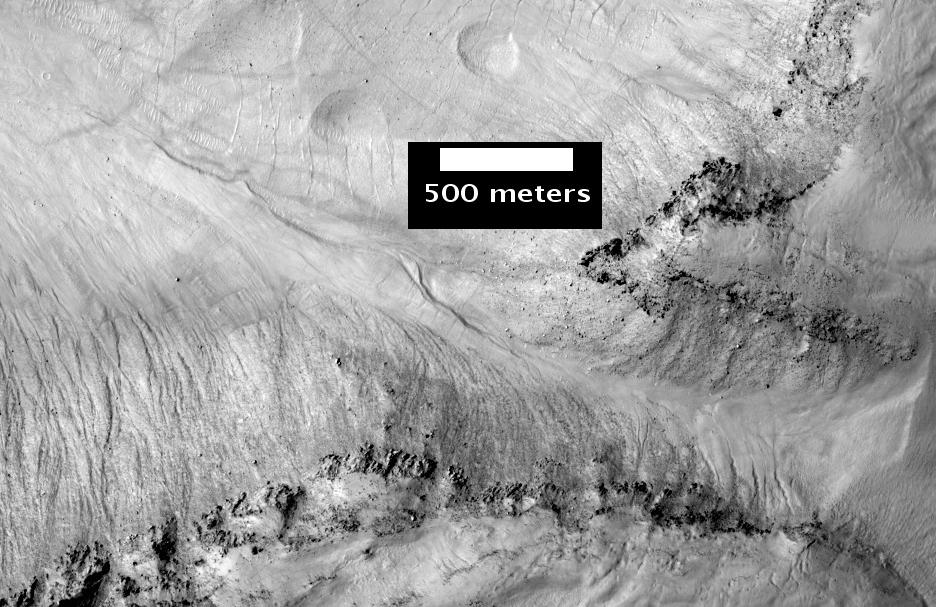
阿西莫夫撞击坑东坡中央坑